# سد سیدلر
سد سیدلر یک از سدهای در دست بهره برداری استان زنجان است.